# Legion: The Legend of Excalibur
Legion: The Legend of Excalibur is een videospel voor het platform Sony PlayStation 2. Het spel werd uitgebracht in 2002. 